# Monte Bianco (Lazio)
Il monte Bianco è una montagna alta 1.167 m del Lazio (Italia), in provincia di Frosinone, nel comune di Villa Latina.